# Sanguinograptis
Sanguinograptis es un género de polillas tortrícidas categorizado en la tribu Tortricini, de la subfamilia Tortricinae. Fue descrito por Józef Razowski en 1981.

## Especies
- Sanguinograptis albardana (Snellen, 1872)
- Sanguinograptis obtrecator Razowski, 1981
- Sanguinograptis ochrolegnia Razowski, 1986
- Sanguinograptis prosphora Razowski y Wojtusiak, 2012